# 이기호 (성우)
이기호(1976년 7월 24일 ~ )는 대한민국의 성우로, 2007년 교육방송 성우극회 21기 공채 성우로 입사했다.

## 주요

### 애니메이션
- 《로켓보이》 (EBS) - 3호
- 《슈퍼와이》 (EBS)
- 《엄마찾아 삼만리》 (EBS)
- 《요술공주 세리》 (EBS)
- 《제로니모의 모험》 (EBS)
- 《칙칙폭폭 처깅턴》 (EBS) - 에디
- 《한국사 시간여행》 (EBS) - 조민수 / 원균
- 《에그보이 코루》 (MBC)
- 《강철소방대 파이어로보》 (EBS) - 정 박사 / 이용남
- 《프린세스 바리》 (MBC) - 옥황상제 / 임금
- 《디지몬 고스트 게임》 (재능TV) - 머미몬

### 외화
- 《말썽꾸러기 로타》 (EBS)
- 《사자왕 형제의 모험》 (EBS)
- 《칼라의 소망》 (EBS)
- 《말괄량이 삐삐》 (EBS)
- 《마법사, 롬바르도》 (EBS) - 프랭크 (파레스 파레스)
- 《늑대소녀 살라》 (EBS) - 롬폴로 (이에로 밀로노프)
- 《사운더》 (EBS)
- 《꿈의 질주》 (EBS)
- 《데이비드를 찾아서》 (EBS)
- 《소년 탐정단 - 해골 섬의 비밀을 찾아서》 (EBS)
- 《원시소년 바타의 모험》 (EBS)
- 《마디타와 리사벳》 (EBS)
- 《레슬링 소년 제이스》 (EBS)
- 《시끌벅적 마을의 아이들 - 여름 그리고 가을》 (EBS)
- 《시끌벅적 마을의 아이들 - 겨울 그리고 봄》 (EBS)
- 《카차의 모험》 (EBS) - 아빠 (헨리크 라스무센)
- 《브리트니의 일상탈출》 (EBS) - 로디 (칩 카레이)
- 《변두리 로켓》 (채널J) - 사코타 / 나카가와 / 타치바나
- 《블랙 팬서》 - 와카비(대니얼 컬루야)

### 방송
- 《방귀대장 뿡뿡이》 (EBS) - 카오
- 《모여라 딩동댕》 (EBS)
- 《장학퀴즈》 (EBS)
- 《EBS 특별기획 통찰》 (EBS)
- 《다큐세상》 - 대학의 길, 실험실 창업 (KBS)